# Magicicada septendecim
Magicicada septendecim Linnaeus, 1758 è un insetto appartenente alla famiglia Cicadidae, diffuso in Canada e negli Stati Uniti.

## Descrizione
Hanno la peculiare caratteristica di vivere come ninfa sotto il terreno per 17 anni e poi, ad un tratto, verso la fine del mese di maggio, escono tutte assieme come ad un segnale convenuto. Scavando gallerie nel terreno si dirigono verso la superficie dove, una volta emerse, si arrampicano sugli alberi per concludere il loro ciclo vitale. Nel giro di poche ore terminano la muta diventando insetti adulti. Gli adulti, che si nutrono di linfa, vivono 30-40 giorni durante i quali avviene l'accoppiamento. Dopo la deposizione delle uova gli adulti terminano il ciclo vitale.

## Periodicità
Conteggi del ciclo di vita della specie citano notizie di cicale rumorose emergenti con un periodo di ripetizione da quindici a diciassette anni che la gente aveva scritto già nel 1737. Pehr Kalm, un naturalista svedese, visitando la Pennsylvania e il New Jersey nel 1749 prese conto del governo della sua nazione, osservò nel tardo maggio una di queste comparse delle cicale. Nella segnalazione dell'evento in un documento che una rivista accademica svedese pubblicò nel 1756, Kalm scrisse: 
 È opinione generale che questi insetti appaiono in numero considerevole ogni diciassettesimo anno. Nel frattempo, ad eccezione di qualche individuo occasionale che può apparire in estate, rimangono nel sottosuolo. 
 Vi è una considerevole evidenza che questi insetti appaiono ogni diciassettesimo anno, in Pennsylvania. 
Kalm poi descrisse documenti (tra cui uno che aveva ottenuto da Benjamin Franklin) che avevano registrato in Pennsylvania l'emergere dal suolo di un gran numero di cicale nel mese di maggio 1715 e maggio 1732. Egli osservò che le persone che avevano preparato questi documenti avevano fatto tali relazioni in altri anni. Kalm inoltre rilevò che altri lo avevano informato che avevano visto cicale solo occasionalmente prima che gli insetti apparissero in grandi sciami durante il 1749. Dichiarò inoltre di non aver sentito alcuna cicala in Pennsylvania e New Jersey nel 1750 negli stessi mesi e aree in cui ne aveva sentite molte nel 1749. I rapporti del 1715 e del 1732, insieme con le osservazioni del 1749 e 1750, confermarono la precedente "opinione comune", che aveva citato.
Sulla base del racconto di Kalm e di un esemplare che Kalm stesso gli fornì, Carl Linnaeus diede all'insetto il nome latino di Cicada septendecim nella decima edizione del Systema Naturae, che fu pubblicata in Stoccolma in 1758.
Nel 1775, Thomas Jefferson registrò nel suo "Garden Book" la periodicità di 17 anni dell'insetto, scrivendo che un conoscente ricordava "grandi annate di locuste" nel 1724 e 1741, che lui e gli altri ricordavano un altro anno simile nel 1754 e che gli insetti erano di nuovo emersi dal suolo a Monticello nel 1775. Egli ha osservato che le femmine depongono le uova sui germogli degli alberi, appena spuntate dal terreno.
Nell'Aprile 1800, Benjamin Banneker, che visse nei pressi di Ellicott's Mills, Maryland, scrisse nel suo registro che ricordava una "grande annata di locuste" nel 1749, una seconda nel 1766 durante la quale gli insetti apparvero altrettanto numerosi che nella prima e una terza nel 1783. Predisse che gli insetti sarebbero stati altrettanto numerosi nel 1800 diciassette anni dopo la loro terza apparizione.